# Denise Zich
Denise Zich (Wolfen, 7 dicembre 1975) è un'attrice, cantante e modella tedesca di cinema, teatro e televisione, attiva principalmente in Germania, Austria e Svizzera e mondo gemanofono. In Italia è nota per aver partecipato alle prime due puntate della prima stagione della serie italiana Rex, nei panni dell'affascinante e pimpante ispettore Erika Hedl, la poliziotta della Kriminalpolizei austriaca innamorata del commissario Lorenzo Fabbri (Kaspar Capparoni).

## Biografia
Nata a Wolfen, nella Repubblica Democratica Tedesca, inizia la sua carriera di modella lavorando per Calvin Klein nel 1995 ed ottiene lo stesso anno la sua prima scritturazione, un ruolo secondaria nella serie TV tedesca Gute Zeiten - Schlechte Zeiten insieme ai suoi compagni del gruppo musicale Just friends. Alla fine del 1995 registra il suo primo disco, ma un anno dopo lascia la band. Tra 1996 e 1997 presenta il programma Pumuckl TV.
Dopo un paio di lavori televisivi partecipa nel 1999 al suo primo film, Schlaraffenland con Heiner Lauterbach, Franka Potente e Jürgen Tarach. Nella miniserie austro-tedesca Liebe, Lügen, Leidenschaften riceve una buona critica per la sua interpretazione di una giovane designer, Valerie Landau con i colleghi di ripartizione Maximilian Schell e Bárbara Sukowa.
Nel 2001 riceve il premio televisivo Romy nella categoria "Protagonista femminile più popolare", e partecipa al 9º episodio della settima stagione della serie austriaca Il commissario Rex. Nel 2007 partecipa ai primi due episodi della serie italiana Rex e lavora anche nella pellicola di Marcus H. Rosenmüller Schwere Jungs. È sposata col collega Andreas Elsholz con cui ha un figlio.

## Filmografia

### Cinema
- Schlaraffenland, regia di Friedemann Fromm (1999)
- Vakuum, regia di Thomas Grampp (2004)
- Schwere Jungs, regia di Marcus H. Rosenmüller (2006)

### Televisione
- Sexy Lissy, regia di Peter Ily Huemer (1997)
- Der Todeszug, regia di Jörg Lühdorff (1999)
- Am Ende siegt die Liebe, regia di Peter Weck (2000)
- Ein mörderischer Plan, regia di Matti Geschonneck (2000)
- Der Preis der Schönheit, regia di Vera Loebner (2000)
- Abschied in den Tod, regia di Martin Buchhorn (2001)
- Die Kristallprinzessin, regia di Rolf von Sydow (2002)
- Meine große Liebe, regia di Peter Kahane (2005)
- Sterne über Madeira, regia di Marco Serafini (2005)
- Heute fängt mein Leben an, regia di Christine Kabisch (2006)
- Ein Ferienhaus in Schottland, regia di Marco Serafini (2008)
- Amore sotto il segno del drago (Eine Liebe im Zeichen des Drachen), regia di Helmut Metzger (2008)
- Das Geheimnis der Wolfsklamm, regia di Siegi Jonas (2008)
- Mind the men! - Nella mente degli uomini (Sind denn alle Männer Schweine?), regia di Sophie Allet-Coche (2010)
- Una famiglia in eredità (Die geerbte Familie), regia di Christine Kabisch (2011)
- Engel der Gerechtigkeit: Ärztepfusch, regia di Sigi Rothemund (2013)
- Wahlversprechen und andere Lügen, regia di Hans-Jürgen Tögel (2015)

### Serie TV
- Gute Zeiten, schlechte Zeiten (1992)
- Die Geliebte (1996)
- Alle zusammen - Jeder für sich (1996)
- Dr. Sommerfeld - Neues vom Bülowbogen - serie TV, episodio 1x01 (1997)
- First Love - Die große Liebe (1997)
- Stefanie (Für alle Fälle Stefanie) - serie TV, episodio 3x36-4x02-4x03 (1997-1998)
- Ultima analisi: omicidio (Mordkommission) - serie TV, episodio 1x01 (1998)
- Einsatz Hamburg Süd - serie TV, episodio 2x03 (1998)
- Ärzte - serie TV, episodio 7x01 (1999)
- Die Cleveren - serie TV, episodio 1x04 (1999)
- Kanadische Träume - Eine Familie wandert aus - miniserie TV, 4 episodi (1999)
- Weißblaue Wintergeschichten - serie TV, episodio 1x10 (2000)
- Cops - Squadra Speciale (Die Motorrad-Cops: Hart am Limit) - serie TV, episodio 2x01 (2000)
- Squadra speciale Lipsia (SOKO Leipzig) - serie TV, episodio 1x05 (2001)
- Il commissario Rex (Kommissar Rex) - serie TV, episodio 7x09 (2001)
- Klinikum Berlin Mitte - Leben in Bereitschaft - serie TV, episodio 2x12 (2002)
- Tatort - serie TV, episodio 1x510 (2001)
- Un caso per due (Ein Fall für zwei) - serie TV, episodio 22x07 (2002)
- Liebe, Lügen, Leidenschaften - serie TV, 6 episodi (2002-2003)
- Der Bulle von Tölz - serie TV, episodio 1x48 (2004)
- Utta Danella - serie TV, episodio 1x11 (2005)
- Siebenstein - serie TV, episodio 1x186-1x192 (2004-2005)
- Lilly Schönauer - serie TV, episodio 1x01 (2006)
- Miss Agathe - Con lei non si scherza (Agathe kann's nicht lassen) - serie TV, episodio 2x03 (2007)
- La valle delle rose selvatiche (Im Tal der wilden Rosen) - serie TV, episodio 2x01 (2007)
- Siska - serie TV, 8 episodi (1999-2007)
- Rex - serie TV, episodio 1x01-1x02 (2008)
- Der Bergdoktor - serie TV, episodio 2x01 (2009)
- Il commissario Voss (Der Alte) - serie TV, 5 episodi (2001-2009)
- Potere e passione (Geld.Macht.Liebe) - serie TV, 10 episodi (2009)
- Dream Hotel (Das Traumhotel) - serie TV, episodio 1x14 (2010)
- Countdown (Countdown - Die Jagd beginnt) - serie TV, episodio 1x03 (2010)
- In aller Freundschaft - serie TV, 34 episodi (2010)
- Inga Lindström - serie TV, episodio 3x02-9x04  (2005-2012)
- Squadra Speciale Colonia (SOKO Köln) - serie TV, episodio 10x22 (2014)
- Soko 5113 (SOKO München) - serie TV, episodio 40x14 (2015)
- Casi d'amore (Ein Fall von Liebe) - serie TV, episodio 1x11 (2016)
- Der Staatsanwalt - serie TV, episodio 12x06 (2017)
- Rosamunde Pilcher - serie TV, 5 episodi (2004-2017)
- Il ranger - Una vita in paradiso (Jonas Waldek) - serie TV, episodio 1x03 (2019)
- Circle of Life (Familie Dr. Kleist) - serie TV, episodio 1x05-8x16 (2004-2019)
- In aller Freundschaft - Die jungen Ärzte - serie TV, episodio 6x06 (2020)